# Salisbury
Salisbury (wym. [ˈsɔːlzbᵊri]) – miasto i civil parish w Wielkiej Brytanii, w południowej Anglii, w hrabstwie ceremonialnym Wiltshire i unitary authority Wiltshire, położone nad rzeką Avon, nad ujściem do niej rzek Nadder i Bourne. W 2011 roku civil parish liczyła 40 302 mieszkańców.
Miasto wywodzi swoje początki z epoki żelaza. Powstało w pobliżu starożytnego rzymskiego Sorbiodunum, znanego od średniowiecza jako Old Sarum. Salisbury jest wspomniana w Domesday Book (1086) jako Sarisberie.
Stoją tam gotyckie budowle sakralne i świeckie, przede wszystkim katedra z I poł. XIII wieku. Śródmieście zostało znacznie zniszczone w trakcie modernizacji w II poł. XX wieku (znaczne wyburzenia poczynione w celu tworzenia placów parkingowych, poszerzania dróg itp.). 
Salisbury jest ośrodkiem handlowym, turystycznym i przemysłowym (przemysł metalowy, spożywczy, skórzany). W mieście działa tradycyjny rynek i doroczne targi Sloe Fair. W zbiorach katedry znajduje się jeden z nielicznych zachowanych egzemplarzy dokumentu Magna Charta Libertatum. W pobliżu miasta znajduje się budowla megalityczna Stonehenge.